# Kościół Niepokalanego Serca Najświętszej Maryi Panny w Karczynie
Kościół Niepokalanego Serca Najświętszej Maryi Panny w Karczynie – rzymskokatolicki kościół filialny zlokalizowany we wsi Karczyn (powiat strzeliński, województwo dolnośląskie). Należy do parafii św. Wawrzyńca w Prusach.

## Historia

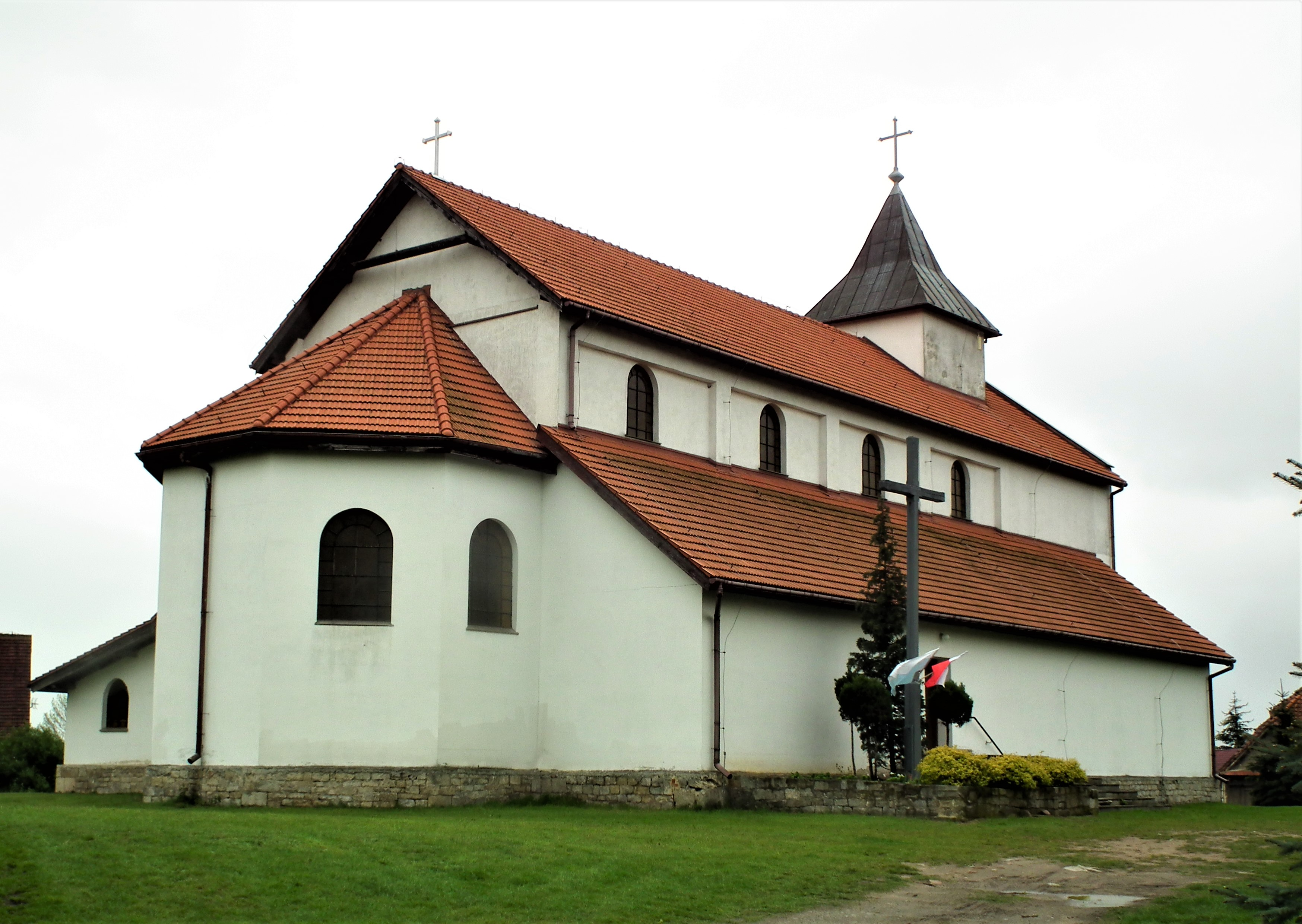
Widok od strony prezbiterium

Pierwsze wzmianki o drewnianej świątyni katolickiej w Karczynie pochodzą z 1161. W 1534 został on przejęty przez protestantów. W 1857 na jego miejscu wzniesiono nową ewangelicką świątynię z granitu strzelińskiego. Miała dwukondygnacyjne chóry, wsparte na filarach i wysoką, 50-metrową wieżę. Międzywojenna parafia protestancka w Karczynie obejmowała dziewięć wsi. W 1945 kościół stał w pobliżu linii frontu, jednak nie został znacząco uszkodzony - ucierpiała głównie wieża i ostrzelany dach. W 1945 na przykościelnym placu polscy osadnicy zbudowali niewielką kaplicę. W 1947 osadnicy ci oraz pierwszy od czasów średniowiecznych katolicki proboszcz lokalnej parafii, ksiądz Wacław Brzozowski wyrazili chęć przejęcia obiektu na cele religijne, jednak komunistyczna władza nie wyraziła na to zgody, tolerując jednocześnie szabrowanie materiałów budowlanych z ruin. W 1950 kolejny proboszcz, ksiądz Franciszek Pieczykolan wznowił starania o przejęcie obiektu, jednak nadal były one nieskuteczne. W 1954, z inicjatywy lokalnych ubeków, zapadła decyzja o rozbiórce kościoła. Z uwagi na fakt, że był on zbudowany z twardego granitu, prace rozbiórkowe napotykały duże trudności. W związku z tym bryła została wysadzona przez saperów z jednostki w Brzegu, a pozostałości usunięto z udziałem spychaczy i buldożerów. Na miejscu pozostało tylko murowane ogrodzenie. 
Nowy kościół wzniesiono na dobrze zachowanych fundamentach starego w latach 1997-2003. Konsekrował go w 2003 kardynał Henryk Gulbinowicz. Obiekt posiada skromne wyposażenie wnętrza. 